# Мусуралиева, Бакый
Бакы́й Мусурали́ева (кирг. Бакый Мүсүралиева; 15 октября 1922 год, село Угут — 1992 год, село Угут, Ак-Талинский район, Нарынская область) — чабан колхоза имени Жданова Ак-Талинского района Тянь-Шаньской области, Киргизская ССР. Герой Социалистического Труда (1958). Депутат Верховного Совета Киргизской ССР.

## Биография
Родилась в 1922 году в крестьянской семье в селе Угут.
Трудовую деятельность начала в годы Великой Отечественной войны. Трудилась в колхозной овцеводческой ферме. С 1950 года работала чабаном.
В 1955 году вырастила в среднем по 116 ягнят от каждой сотни овцематок, в 1957 году — по 128 ягнят, в 1958 году — по 132 ягнят и в 1959 году — по 135 ягнят от каждой сотни овцематок. Средний настриг шерсти с каждой овцы в эти годы составил по 3,2 — 4,4 килограмм шерсти. Указом Президиума Верховного Совета СССР от 16 октября 1958 года удостоена звания Героя Социалистического Труда с вручением ордена Ленина и золотой медали «Серп и Молот».
Избиралась депутатом Верховного Совета Киргизской ССР (1959—1967).
После выхода на пенсию проживала в родном селе, где скончалась в 1992 году.
Память
В селе Баетово установлен бюст Бакый Мусуралиевой.